# برک هاکمان
برک هاکمان (انگلیسی: Berk Hakman؛ زادهٔ ۱۴ اوت ۱۹۸۱) بازیگر اهل ترکیه است.
از فیلم‌ها یا برنامه‌های تلویزیونی که وی در آن نقش داشته‌است می‌توان به مروارید سیاه اشاره کرد.